# Ludolphe
 (signalé en juin 2025).
Si vous disposez d'ouvrages ou d'articles de référence ou si vous connaissez des sites web de qualité traitant du thème abordé ici, merci de compléter l'article en donnant les références utiles à sa vérifiabilité et en les liant à la section « Notes et références ».
- Archive Wikiwix
- Bing
- Cairn
- DuckDuckGo
- E. Universalis
- Gallica
- Google
- G. Books
- G. News
- G. Scholar
- Persée
- Qwant
- (zh) Baidu
- (ru) Yandex
- (wd) trouver des œuvres sur Wikidata

Ludolphe est un nom de famille ou un prénom germanique. Il est dérivé de deux racines : hold qui signifie illustre/glorieux et wolf signifiant « loup ».

## Personnalité portant ce prénom
- Ludolphe le Chartreux (vers 1300 - 1377 ou 1378), un frère dominicain et moine chartreux originaire de Saxe.
- Pour l'ensemble des articles sur les personnes portant ce prénom, consulter :
  - la liste des articles dont le titre commence par ce prénom
  - les listes produites par Wikidata : Liste des personnes de prénom « Ludolf » — même liste en incluant les éventuels prénoms composés qui contiennent « Ludolf ».